# Lasiodora isabellina
Lasiodora isabellina là một loài nhện trong họ Theraphosidae.
Loài này thuộc chi Lasiodora. Lasiodora isabellina được miêu tả năm 1871 bởi Ausserer.